# Ollie Johnston
Oliver Martin Johnston, Jr. (Palo Alto, California; 31 de octubre de 1912-Sequim, Washington; 14 de abril de 2008) fue un animador estadounidense. Pionero en la animación en aquel país, fue uno de los Nueve Ancianos de Disney. Su trabajo fue reconocido con el National Medal of Arts en 2005.
Fue un director de animación en Walt Disney Studios entre 1935 y 1978. Ayudó en películas como Blancanieves y los siete enanitos, Fantasía, Bambi y Pinocho. Su último trabajo importante en Disney fue Los rescatadores, que fue la última película de la segunda era dorada en Disney que comenzó en 1950 con La Cenicienta. En Los rescatadores, fue caricaturizado como un gato llamado Rufus.

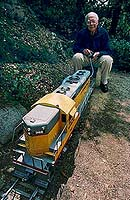
Ollie Johnston en su jardín en 1993.

Johnston, junto a Frank Thomas, hizo el libro The Illusion Of Life. Este libro contenía las técnicas utilizadas en el estudio. El compañerismo de Ollie Johnston y Frank Thomas fue presentado en el documental "Frank and Ollie", producido por Theodore Thomas, hijo de Frank.

## Vida personal
Johnston estudió en la Universidad de Stanford, la Universidad de California, Berkeley y Chouinard Art Institute.
Ollie contrajo matrimonio con la artista Marie Worthey, en 1943. Marie Johnston murió el 20 de mayo de 2005.
La pasión de Ollie son los trenes a escala. Comenzó en 1949, cuando compró su primer tren, ahora de sus hijos. Esto fue la inspiración de Walt Disney para construir su propio tren, Carolwood Pacific Railroad, que a su vez inspiró el tren de Disneylandia.
El 10 de noviembre de 2005, Ollie Johnston recibió el prestigioso National Medal of Arts, entregado por el presidente George W. Bush en el Despacho Oval.

## Otros libros
- Too Funny for Words: Disney's Greatest Sight Gags (ISBN 0-89659-747-4)
- Walt Disney's Bambi—the Story and the Film (ISBN 1-55670-160-8)
- The Disney Villain (ISBN 1-56282-792-8)